# 프리미어리그 2021-22
프리미어리그 2021-22는 1992년 설립된 잉글랜드의 최상위 프로 축구 리그인 프리미어리그의 30번째 시즌이며, 2021년 8월 13일에 개막하여 2022년 5월 22일에 폐막하였다.
이번 시즌도 VAR를 프리미어리그 시즌에 사용하고 시즌 중간에 윈터 브레이크(겨울 시즌 리그 일시 중단)를 시행한다.
EFL 챔피언십 2020-21에서 승격한  노리치 시티와 왓퍼드, 브렌트퍼드가 참여했고, 프리미어리그 2020-21 시즌에는 셰필드 유나이티드와 웨스트브로미치 앨비언, 풀럼이 강등되었다.

## 승격팀과 강등팀
프리미어리그에서 총 20팀이 참가한다. 프리미어리그 2020-21시즌에서 상위 17개팀이 이번 시즌에 잔류하고, EFL 챔피언십 2020-21시즌에서 우승팀과 2위팀이 승격 직행하고, EFL 챔피언십 2020-21 시즌 3, 4, 5, 6위팀 4팀 중 승격 플레이오프에서 최종 승자 1팀이 프리미어리그 2021-22 시즌으로 승격하여 참가했다.
| 순위 | 프리미어리그 2020-21 시즌에서 EFL 챔피언십 2021-22 시즌으로 강등 |
| ---- | ---------------------------------------------------------------- |
| 18위 | 풀럼                                                             |
| 19위 | 웨스트브로미치 앨비언                                            |
| 20위 | 셰필드 유나이티드                                                |

| 순위                           | EFL 챔피언십 2020-21 시즌에서 프리미어리그 2021-22 시즌으로 승격 |
| ------------------------------ | ---------------------------------------------------------------- |
| 1위(우승팀)                    | 노리치 시티                                                      |
| 2위(준우승팀)                  | 왓퍼드                                                           |
| 4위(승격 플레이오프 최종 승자) | 브렌트퍼드 (승격 플레이오프 통과)                                |

## 참가팀
| 팀명                   | 영문 팀명                | 연고 도시        | 홈구장                       |
| ---------------------- | ------------------------ | ---------------- | ---------------------------- |
| 아스널                 | Arsenal                  | 런던             | 에미레이트 스타디움          |
| 애스턴 빌라            | Aston Villa              | 버밍엄           | 빌라 파크                    |
| 브렌트퍼드             | Brentford                | 런던             | 브렌트퍼드 커뮤니티 스타디움 |
| 브라이턴 & 호브 앨비언 | Brighton and Hove Albion | 브라이턴앤드호브 | 팔머 스타디움                |
| 번리                   | Burnley                  | 번리             | 터프 무어                    |
| 첼시                   | Chelsea                  | 런던             | 스탬퍼드 브리지              |
| 크리스털 팰리스        | Crystal Palace           | 런던             | 셀허스트 파크                |
| 에버턴                 | Everton                  | 리버풀           | 구디슨 파크                  |
| 리즈 유나이티드        | Leeds United             | 리즈             | 엘런드 로드                  |
| 레스터 시티            | Leicester City           | 레스터           | 킹 파워 스타디움             |
| 리버풀                 | Liverpool                | 리버풀           | 안필드                       |
| 맨체스터 시티          | Manchester City          | 맨체스터         | 시티 오브 맨체스터 스타디움  |
| 맨체스터 유나이티드    | Manchester United        | 맨체스터         | 올드 트래퍼드                |
| 뉴캐슬 유나이티드      | Newcastle United         | 뉴캐슬어폰타인   | 세인트 제임스 파크           |
| 노리치 시티            | Norwich City             | 노리치           | 캐로우 로드                  |
| 사우샘프턴             | Southampton              | 사우샘프턴       | 세인트 메리스 스타디움       |
| 토트넘 홋스퍼          | Tottenham Hotspur        | 런던             | 토트넘 홋스퍼 스타디움       |
| 왓퍼드                 | Watford                  | 왓퍼드           | 비커리지 로드                |
| 웨스트햄 유나이티드    | West Ham United          | 런던             | 런던 올림픽 경기장           |
| 울버햄프턴 원더러스    | Wolverhampton Wanderers  | 울버햄프턴       | 몰리뉴 스타디움              |

### 구역별 참가 팀
| 지역                 | 팀 수 | 해당 팀                                                                       |
| -------------------- | ----- | ----------------------------------------------------------------------------- |
| 그레이터런던         | 6     | 아스널, 브렌트퍼드, 첼시, 크리스털 팰리스, 토트넘 홋스퍼, 웨스트햄 유나이티드 |
| 노스웨스트잉글랜드   | 5     | 번리, 에버턴, 리버풀, 맨체스터 시티, 맨체스터 유나이티드                      |
| 이스트오브잉글랜드   | 2     | 노리치 시티, 왓퍼드                                                           |
| 사우스이스트잉글랜드 | 2     | 브라이턴 & 호브 앨비언, 사우샘프턴                                            |
| 웨스트미들랜즈       | 2     | 애스턴 빌라, 울버햄프턴 원더러스                                              |
| 이스트미들랜즈       | 1     | 레스터 시티                                                                   |
| 노스이스트잉글랜드   | 1     | 뉴캐슬 유나이티드                                                             |
| 요크셔험버           | 1     | 리즈 유나이티드                                                               |

## 순위

### 리그 순위
| 대회       | 프리미어리그    | EFL컵           | 커뮤니티 실드  | FA컵            |
| ---------- | --------------- | --------------- | -------------- | --------------- |
| 우승팀     | 맨체스터 시티   | 리버풀          | 레스터시티     | 리버풀          |
| 우승확정일 | 2022년 5월 22일 | 2022년 2월 27일 | 2021년 8월 7일 | 2022년 5월 14일 |

| 순위 | 팀                     | 경기 | 승 | 무 | 패 | 득 | 실 | 차  | 승점 | 참가 자격 및 강등                  |
| ---- | ---------------------- | ---- | -- | -- | -- | -- | -- | --- | ---- | ---------------------------------- |
| 1    | 맨체스터 시티 (C)      | 38   | 29 | 6  | 3  | 99 | 26 | +73 | 93   | UEFA 챔피언스리그 조별리그         |
| 2    | 리버풀                 | 38   | 28 | 8  | 2  | 94 | 26 | +68 | 92   | UEFA 챔피언스리그 조별리그         |
| 3    | 첼시                   | 38   | 21 | 11 | 6  | 76 | 33 | +43 | 74   | UEFA 챔피언스리그 조별리그         |
| 4    | 토트넘 홋스퍼          | 38   | 22 | 5  | 11 | 69 | 40 | +29 | 71   | UEFA 챔피언스리그 조별리그         |
| 5    | 아스널                 | 38   | 22 | 3  | 13 | 61 | 48 | +13 | 69   | UEFA 유로파리그 조별리그           |
| 6    | 맨체스터 유나이티드    | 38   | 16 | 10 | 12 | 57 | 57 | 0   | 58   | UEFA 유로파리그 조별리그           |
| 7    | 웨스트햄 유나이티드    | 38   | 16 | 8  | 14 | 60 | 51 | +9  | 56   | UEFA 유로파컨퍼런스리그 플레이오프 |
| 8    | 레스터 시티            | 38   | 14 | 10 | 14 | 62 | 59 | +3  | 52   |                                    |
| 9    | 브라이튼 & 호브 앨비언 | 38   | 12 | 15 | 11 | 42 | 44 | −2  | 51   |                                    |
| 10   | 울버햄프턴 원더러스    | 38   | 15 | 6  | 17 | 38 | 43 | −5  | 51   |                                    |
| 11   | 뉴캐슬 유나이티드      | 38   | 13 | 10 | 15 | 44 | 62 | −18 | 49   |                                    |
| 12   | 크리스털 팰리스        | 38   | 11 | 15 | 12 | 50 | 46 | +4  | 48   |                                    |
| 13   | 브렌트퍼드             | 38   | 13 | 7  | 18 | 48 | 56 | −8  | 46   |                                    |
| 14   | 애스턴 빌라            | 38   | 13 | 6  | 19 | 52 | 54 | −2  | 45   |                                    |
| 15   | 사우샘프턴             | 38   | 9  | 13 | 16 | 43 | 67 | −24 | 40   |                                    |
| 16   | 에버튼                 | 38   | 11 | 6  | 21 | 43 | 66 | −23 | 39   |                                    |
| 17   | 리즈 유나이티드        | 38   | 9  | 11 | 18 | 42 | 79 | −37 | 38   |                                    |
| 18   | 번리 (R)               | 38   | 7  | 14 | 17 | 34 | 53 | −19 | 35   | EFL 챔피언십으로 강등              |
| 19   | 왓퍼드 (R)             | 38   | 6  | 5  | 27 | 34 | 77 | −43 | 23   | EFL 챔피언십으로 강등              |
| 20   | 노리치 시티 (R)        | 38   | 5  | 7  | 26 | 23 | 84 | −61 | 22   | EFL 챔피언십으로 강등              |

1. ↑  2021–22년 잉글랜드 FA컵 우승팀인 리버풀은, 현재 리그 순위에 기반한 유럽 대회에 진출하므로, 잉글랜드 FA컵 우승팀에게 부여되는 유로파리그 참가권은, 6위팀인 아직 유럽 대회에 진출하지 않은 프리미어리그 차상위 팀에게 승계될 것이다.
2. ↑  2021–22년 EFL 컵 우승팀인 리버풀은, 현재 리그 순위에 기반한 유럽 대회에 진출하므로, EFL 컵(리그컵) 우승팀에게 부여되는 유로파 컨퍼런스리그 참가권은, 7위팀인 아직 유럽 대회에 진출하지 않은 프리미어리그 차상위 팀에게 승계될 것이다.

- 제13라운드  번리 대 토트넘 홋스퍼 경기는 2021년 11월 28일 당일 폭설 때문에 2022년 2월 23일로 연기되었다.
- 제16라운드  브라이튼 & 호브 앨비언 대 토트넘 홋스퍼 경기는 토트넘 홋스퍼 선수단 대다수가 코로나-19 바이러스에 집단 감염되어서 2022년 3월 16일로 연기되었다.
- 제17라운드  번리 대 왓퍼드 경기는 2022년 2월 5일로, 브렌트퍼드 대 맨체스터 유나이티드 경기와 레스터 시티 대 토트넘 홋스퍼 경기는 2022년 1월 19일로 선수단 대다수가 코로나-19 바이러스에 집단 감염되어서 연기되었다.
- 제18라운드 중, 사우샘프턴 대 브렌트퍼드 경기는 2022년 1월 11일로, 웨스트햄 유나이티드 대 노리치 시티 경기는 1월 12일로, 맨체스터 유나이티드 대 브라이턴 & 호브 앨비언 경기는 2022년 2월 15일로, 왓퍼드 대 크리스털 팰리스 경기는 2022년 2월 23일로, 에버튼 대 레스터 시티 경기는 2022년 4월 20일로, 애스턴 빌라 대 번리 경기는 2022년 5월 19일로, 상당수 선수단들이 코로나-19 바이러스에 집단 감염되어서 무기한 연기되었다.
- 제19라운드  리버풀 대 리즈 유나이티드 경기는 2022년 2월 23일로, 울버햄프턴 원더러스 대 왓퍼드 경기는 2022년 3월 10일로, 번리 대 에버튼 경기는 2022년 4월 6일로 선수단 대다수가 코로나-19 바이러스에 집단 감염되어서 연기되었다.
- 제20라운드 중, 아스널 대 울버햄턴 원더러스 경기는 2022년 2월 24일로, 리즈 유나이티드 대 애스턴 빌라 경기는 2022년 3월 10일로, 에버튼 대 뉴캐슬 유나이티드 경기는 2022년 3월 17일로 선수단 대다수가 코로나-19 바이러스에 집단 감염되어서 연기되었다.
- 제21라운드 중, 사우샘프턴 대 뉴캐슬 유나이티드 경기는 2022년 3월 10일로, 레스터 시티 대 노리치 시티 경기는 2022년 5월 11일로 선수단 대다수가 코로나-19 바이러스에 집단 감염되어서 연기되었다.
- 제22라운드 중, 번리 대 레스터 시티 경기는 2022년 3월 1일로, 아스널 대 토트넘 홋스퍼 경기는 2022년 5월 12일로, 선수단 대다수가 코로나-19 바이러스에 집단 감염되어서 무기한 연기되었다.
- 제24라운드 중, 브라이튼 대 첼시 경기는 첼시가 2021년 FIFA 클럽 월드컵 참가 관계로 2022년 1월 18일로 앞당겨졌다.
- 제25라운드 중, 첼시 대 아스널 경기는 첼시가 2021년 FIFA 클럽 월드컵 참가 관계로 2022년 4월 22일로 연기되었다.
- 제27라운드 중, 아스널 대 리버풀 경기는 2022년 3월 16일로, 첼시 대 레스터 시티 경기는 2022년 5월 19일로, EFL컵(카라바오 컵) 결승전 날짜와 겹쳐서 리그 경기들이 연기되었다.
- 제30라운드 중, 리버풀 대 맨체스터 유나이티드(2022년 4월 19일로 연기), 번리 대 사우샘프턴(2022년 4월 21일로 연기), 맨체스터 시티 대 브라이턴 & 호브 앨비언(2022년 4월 20일로 연기), 뉴캐슬 유나이티드 대 크리스털 팰리스(2022년 4월 20일로 연기), 노리치 시티 대 첼시(2022년 3월 10일로 앞당겨졌다.), 왓퍼드 대 에버튼(2022년 5월 11일로 연기) 경기들은 잉글랜드 FA컵 8강전 날짜와 겹쳐서 리그 경기들이 2022년 4월 19~21일로 연기되었다.
- 제33라운드 중, 애스턴 빌라 대 리버풀(2022년 5월 10일로 연기), 에버튼 대 크리스털 팰리스(2022년 5월 19일로 연기), 리즈 유나이티드 대 첼시(2022년 5월 11일로 연기), 울버햄프턴 원더러스 대 맨체스터 시티 경기는 4팀들이 잉글랜드 FA컵 준결승전 날짜와 겹쳐서 리그 경기가 연기되었다.
- 제37라운드 중, 맨체스터 유나이티드 대 첼시 경기는 첼시가 2022년 5월 14일에 잉글랜드 FA컵 결승전 날짜와 겹쳐서 2022년 4월 28일로 앞당겨졌다. 사우샘프턴 대 리버풀 경기는 잠정 연기되었다.

### 라운드별 순위
선두 & UEFA 챔피언스리그 2022-23 조별 리그

  UEFA 챔피언스리그 2022-23 조별 리그

  UEFA 유로파리그 2022-23 조별 리그

  UEFA 유로파 컨퍼런스리그 2022-23 플레이오프

  EFL 챔피언십 2022-23로 강등
| 팀 / 라운드            | 1  | 2  | 3  | 4  | 5  | 6  | 7  | 8  | 9  | 10 | 11 | 12 | 13 | 14 | 15 | 16 | 17 | 18 | 19 | 20 | 21 | 22 | 23 | 24 | 25 | 26 | 27 | 28 | 29 | 30 | 31 | 32 | 33 | 34 | 35 | 36 | 37 | 38 |
| 팀 / 라운드            |    |    |    |    |    |    |    |    |    |    |    |    |    |    |    |    |    |    |    |    |    |    |    |    |    |    |    |    |    |    |    |    |    |    |    |    |    |    |
| ---------------------- | -- | -- | -- | -- | -- | -- | -- | -- | -- | -- | -- | -- | -- | -- | -- | -- | -- | -- | -- | -- | -- | -- | -- | -- | -- | -- | -- | -- | -- | -- | -- | -- | -- | -- | -- | -- | -- | -- |
| 맨체스터 시티          | 13 | 9  | 7  | 5  | 5  | 2  | 3  | 3  | 3  | 3  | 2  | 2  | 2  | 2  | 1  | 1  | 1  | 1  | 1  | 1  | 1  | 1  | 1  | 1  | 1  | 1  | 1  | 1  | 1  | 1  | 1  | 1  | 1  | 1  | 1  | 1  | 1  | 1  |
| 리버풀                 | 2  | 2  | 4  | 2  | 1  | 1  | 2  | 2  | 2  | 2  | 4  | 3  | 3  | 3  | 2  | 2  | 2  | 2  | 2  | 3  | 3  | 2  | 2  | 2  | 2  | 2  | 2  | 2  | 2  | 2  | 2  | 2  | 2  | 2  | 2  | 2  | 2  | 2  |
| 첼시                   | 2  | 2  | 4  | 2  | 1  | 3  | 1  | 1  | 1  | 1  | 1  | 1  | 1  | 1  | 3  | 3  | 3  | 3  | 3  | 2  | 2  | 3  | 3  | 3  | 3  | 3  | 3  | 3  | 3  | 3  | 3  | 3  | 3  | 3  | 3  | 3  | 3  | 3  |
| 토트넘 홋스퍼          | 9  | 5  | 1  | 7  | 7  | 11 | 8  | 5  | 6  | 9  | 9  | 7  | 8  | 6  | 5  | 7  | 5  | 7  | 5  | 7  | 6  | 5  | 7  | 7  | 8  | 8  | 7  | 7  | 8  | 5  | 4  | 4  | 4  | 5  | 5  | 5  | 4  | 4  |
| 아스널                 | 17 | 19 | 20 | 16 | 13 | 10 | 11 | 12 | 10 | 6  | 5  | 5  | 5  | 5  | 7  | 6  | 4  | 4  | 4  | 5  | 4  | 4  | 6  | 5  | 5  | 6  | 4  | 4  | 4  | 4  | 5  | 5  | 6  | 4  | 4  | 4  | 5  | 5  |
| 맨체스터 유나이티드    | 1  | 6  | 3  | 1  | 3  | 4  | 4  | 6  | 7  | 5  | 6  | 8  | 8  | 7  | 6  | 5  | 7  | 4  | 7  | 6  | 7  | 7  | 4  | 6  | 5  | 4  | 4  | 5  | 5  | 6  | 7  | 7  | 5  | 6  | 6  | 6  | 6  | 6  |
| 웨스트햄 유나이티드    | 4  | 1  | 2  | 8  | 8  | 7  | 9  | 7  | 4  | 4  | 3  | 4  | 4  | 4  | 4  | 4  | 5  | 4  | 6  | 5  | 5  | 4  | 5  | 4  | 4  | 5  | 5  | 6  | 6  | 7  | 6  | 6  | 7  | 7  | 7  | 7  | 7  | 7  |
| 레스터 시티            | 9  | 12 | 9  | 9  | 12 | 13 | 13 | 11 | 9  | 11 | 12 | 12 | 10 | 10 | 11 | 8  | 10 | 9  | 10 | 9  | 10 | 12 | 10 | 12 | 11 | 11 | 9  | 12 | 12 | 10 | 10 | 9  | 9  | 10 | 11 | 14 | 9  | 8  |
| 브라이턴 & 호브 앨비언 | 8  | 4  | 8  | 6  | 4  | 6  | 6  | 4  | 5  | 8  | 7  | 9  | 9  | 9  | 9  | 13 | 13 | 9  | 9  | 10 | 9  | 9  | 9  | 9  | 9  | 9  | 10 | 13 | 13 | 10 | 13 | 11 | 10 | 11 | 9  | 9  | 10 | 9  |
| 울버햄프턴 원더러스    | 13 | 16 | 18 | 13 | 16 | 14 | 12 | 10 | 11 | 7  | 8  | 6  | 6  | 8  | 8  | 9  | 8  | 8  | 8  | 7  | 8  | 8  | 8  | 8  | 7  | 7  | 8  | 8  | 7  | 8  | 8  | 8  | 8  | 8  | 8  | 8  | 8  | 10 |
| 뉴캐슬 유나이티드      | 15 | 18 | 17 | 19 | 18 | 17 | 19 | 19 | 19 | 19 | 19 | 20 | 20 | 20 | 19 | 19 | 19 | 19 | 19 | 14 | 14 | 19 | 18 | 17 | 17 | 17 | 14 | 14 | 14 | 11 | 15 | 15 | 14 | 9  | 10 | 13 | 12 | 11 |
| 크리스털 팰리스        | 18 | 14 | 14 | 11 | 14 | 15 | 14 | 14 | 15 | 13 | 10 | 10 | 11 | 11 | 14 | 12 | 11 | 11 | 12 | 11 | 11 | 11 | 13 | 13 | 13 | 13 | 11 | 10 | 11 | 14 | 9  | 10 | 13 | 14 | 12 | 10 | 13 | 12 |
| 브렌트퍼드             | 6  | 8  | 10 | 10 | 9  | 9  | 7  | 9  | 12 | 12 | 14 | 14 | 12 | 12 | 13 | 10 | 14 | 13 | 13 | 14 | 12 | 14 | 14 | 14 | 14 | 14 | 15 | 15 | 15 | 15 | 14 | 13 | 11 | 12 | 14 | 12 | 11 | 13 |
| 애스턴 빌라            | 11 | 10 | 11 | 12 | 10 | 8  | 10 | 13 | 13 | 15 | 16 | 15 | 13 | 13 | 10 | 13 | 10 | 14 | 11 | 9  | 13 | 13 | 11 | 11 | 12 | 12 | 12 | 11 | 9  | 9  | 11 | 12 | 12 | 15 | 13 | 11 | 14 | 14 |
| 사우샘프턴             | 16 | 13 | 13 | 14 | 15 | 16 | 17 | 15 | 16 | 14 | 13 | 13 | 15 | 16 | 16 | 16 | 15 | 11 | 14 | 13 | 10 | 12 | 12 | 10 | 10 | 10 | 9  | 9  | 10 | 13 | 12 | 14 | 12 | 13 | 15 | 15 | 15 | 15 |
| 에버턴                 | 5  | 7  | 6  | 4  | 6  | 5  | 5  | 8  | 8  | 10 | 11 | 11 | 14 | 14 | 12 | 14 | 14 | 17 | 17 | 17 | 15 | 16 | 16 | 16 | 16 | 16 | 17 | 17 | 17 | 16 | 17 | 17 | 16 | 18 | 18 | 16 | 16 | 16 |
| 리즈 유나이티드        | 20 | 15 | 15 | 17 | 17 | 18 | 16 | 17 | 17 | 17 | 15 | 17 | 17 | 15 | 15 | 15 | 16 | 16 | 15 | 16 | 16 | 15 | 15 | 15 | 15 | 15 | 16 | 16 | 16 | 16 | 16 | 16 | 18 | 16 | 17 | 18 | 17 | 17 |
| 번리                   | 12 | 17 | 16 | 18 | 19 | 19 | 18 | 18 | 18 | 18 | 18 | 18 | 18 | 18 | 18 | 18 | 20 | 17 | 18 | 18 | 18 | 18 | 20 | 20 | 20 | 19 | 18 | 18 | 19 | 18 | 19 | 18 | 18 | 17 | 16 | 17 | 18 | 18 |
| 왓퍼드                 | 7  | 11 | 12 | 15 | 11 | 12 | 15 | 16 | 14 | 16 | 17 | 16 | 16 | 17 | 17 | 17 | 18 | 19 | 19 | 17 | 17 | 17 | 18 | 19 | 19 | 18 | 19 | 19 | 18 | 19 | 18 | 19 | 19 | 19 | 19 | 19 | 19 | 19 |
| 노리치 시티            | 18 | 20 | 19 | 20 | 20 | 20 | 20 | 20 | 20 | 20 | 20 | 19 | 19 | 19 | 20 | 20 | 20 | 20 | 20 | 20 | 20 | 18 | 17 | 18 | 18 | 20 | 20 | 20 | 20 | 20 | 20 | 20 | 20 | 20 | 20 | 20 | 20 | 20 |

마지막 업데이트: 2022년 5월 23일
출처: Premier League
- 제13라운드  번리 대 토트넘 홋스퍼 경기는 2021년 11월 28일 당일 폭설 때문에 2022년 2월 23일로 연기되었다.
- 제16라운드  브라이튼 & 호브 앨비언 대 토트넘 홋스퍼 경기는 토트넘 홋스퍼 선수단 대다수가 코로나-19 바이러스에 집단 감염되어서 2022년 3월 16일로 연기되었다.
- 제17라운드  번리 대 왓퍼드 경기는 2022년 2월 5일로, 브렌트퍼드 대 맨체스터 유나이티드 경기와 레스터 시티 대 토트넘 홋스퍼 경기는 2022년 1월 19일로 선수단 대다수가 코로나-19 바이러스에 집단 감염되어서 연기되었다.
- 제18라운드 중, 사우샘프턴 대 브렌트퍼드 경기는 2022년 1월 11일로, 웨스트햄 유나이티드 대 노리치 시티 경기는 1월 12일로, 맨체스터 유나이티드 대 브라이턴 & 호브 앨비언 경기는 2022년 2월 15일로, 왓퍼드 대 크리스털 팰리스 경기는 2022년 2월 23일로, 에버튼 대 레스터 시티 경기는 2022년 4월 20일로, 애스턴 빌라 대 번리 경기는 2022년 5월 19일로, 상당수 선수단들이 코로나-19 바이러스에 집단 감염되어서 무기한 연기되었다.
- 제19라운드  리버풀 대 리즈 유나이티드 경기는 2022년 2월 23일로, 울버햄프턴 원더러스 대 왓퍼드 경기는 2022년 3월 10일로, 번리 대 에버튼 경기는 2022년 4월 6일로 선수단 대다수가 코로나-19 바이러스에 집단 감염되어서 연기되었다.
- 제20라운드 중, 아스널 대 울버햄턴 원더러스 경기는 2022년 2월 24일로, 리즈 유나이티드 대 애스턴 빌라 경기는 2022년 3월 10일로, 에버튼 대 뉴캐슬 유나이티드 경기는 2022년 3월 17일로 선수단 대다수가 코로나-19 바이러스에 집단 감염되어서 연기되었다.
- 제21라운드 중, 사우샘프턴 대 뉴캐슬 유나이티드 경기는 2022년 3월 10일로, 레스터 시티 대 노리치 시티 경기는 2022년 5월 11일로 선수단 대다수가 코로나-19 바이러스에 집단 감염되어서 연기되었다.
- 제22라운드 중, 번리 대 레스터 시티 경기는 2022년 3월 1일로, 아스널 대 토트넘 홋스퍼 경기는 2022년 5월 12일로, 선수단 대다수가 코로나-19 바이러스에 집단 감염되어서 무기한 연기되었다.
- 제24라운드 중, 브라이튼 대 첼시 경기는 첼시가 2021년 FIFA 클럽 월드컵 참가 관계로 2022년 1월 18일로 앞당겨졌다.
- 제25라운드 중, 첼시 대 아스널 경기는 첼시가 2021년 FIFA 클럽 월드컵 참가 관계로 2022년 4월 22일로 연기되었다.
- 제27라운드 중, 아스널 대 리버풀 경기는 2022년 3월 16일로, 첼시 대 레스터 시티 경기는 2022년 5월 19일로, EFL컵(카라바오 컵) 결승전 날짜와 겹쳐서 리그 경기들이 연기되었다.
- 제30라운드 중, 리버풀 대 맨체스터 유나이티드(2022년 4월 19일로 연기), 번리 대 사우샘프턴(2022년 4월 21일로 연기), 맨체스터 시티 대 브라이턴 & 호브 앨비언(2022년 4월 20일로 연기), 뉴캐슬 유나이티드 대 크리스털 팰리스(2022년 4월 20일로 연기), 노리치 시티 대 첼시(2022년 3월 10일로 앞당겨졌다.), 왓퍼드 대 에버튼(2022년 5월 11일로 연기) 경기들은 잉글랜드 FA컵 8강전 날짜와 겹쳐서 리그 경기들이 2022년 4월 19~21일로 연기되었다.
- 제33라운드 중, 애스턴 빌라 대 리버풀(2022년 5월 10일로 연기), 에버튼 대 크리스털 팰리스(2022년 5월 19일로 연기), 리즈 유나이티드 대 첼시(2022년 5월 11일로 연기), 울버햄프턴 원더러스 대 맨체스터 시티(2022년 5월 11일로 연기) 경기는 4팀들이 잉글랜드 FA컵 준결승전 날짜와 겹쳐서 리그 경기가 연기되었다.
- 제37라운드 중, 맨체스터 유나이티드 대 첼시 경기는 첼시가 2022년 5월 14일에 잉글랜드 FA컵 결승전 날짜와 겹쳐서 2022년 4월 28일로 앞당겨졌다. 사우샘프턴 대 리버풀 경기는 2022년 5월 17일로 조정되었다.

## 경기 결과
| 홈 \ 어웨이            | ARS | AVL | BRE | BHA | BUR | CHE | CRY | EVE | LEE | LEI | LIV | MCI | MUN | NEW | NOR | SOU | TOT | WAT | WHU | WOL |
| ---------------------- | --- | --- | --- | --- | --- | --- | --- | --- | --- | --- | --- | --- | --- | --- | --- | --- | --- | --- | --- | --- |
| 아스널                 | —   | 3–1 | 2–1 | 1-2 | 0–0 | 0–2 | 2–2 | 5-1 | 2-1 | 2-0 | 0-2 | 1–2 | 3-1 | 2–0 | 1–0 | 3–0 | 3–1 | 1–0 | 2–0 | 2–1 |
| 애스턴 빌라            | 0-1 | —   | 1–1 | 2–0 | 1-1 | 1–3 | 1-1 | 3–0 | 3–3 | 2–1 | 1-2 | 1–2 | 2–2 | 2–0 | 2-0 | 4–0 | 0-4 | 0–1 | 1–4 | 2–3 |
| 브렌트퍼드             | 2–0 | 2–1 | —   | 0–1 | 2–0 | 0–1 | 0–0 | 1–0 | 1-2 | 1–2 | 3–3 | 0–1 | 1–3 | 0–2 | 1–2 | 3-0 | 0-0 | 2–1 | 2-0 | 1–2 |
| 브라이튼 & 호브 앨비언 | 0–0 | 0–2 | 2–0 | —   | 0–3 | 1–1 | 1–1 | 0–2 | 0–0 | 2–1 | 0–2 | 1–4 | 4-0 | 1–1 | 0-0 | 2-2 | 0-2 | 2–0 | 3-1 | 0–1 |
| 번리                   | 0–1 | 1-3 | 3–1 | 1–2 | —   | 0–4 | 3–3 | 3-2 | 1–1 | 0–2 | 0–1 | 0-2 | 1–1 | 1-2 | 0–0 | 2-0 | 1–0 | 0–0 | 0–0 | 1-0 |
| 첼시                   | 2-4 | 3–0 | 1-4 | 1–1 | 1–1 | —   | 3–0 | 1–1 | 3–2 | 1-1 | 2–2 | 0–1 | 1–1 | 1–0 | 7–0 | 3–1 | 2–0 | 2-1 | 1-0 | 2-2 |
| 크리스털 팰리스        | 3-0 | 1–2 | 0–0 | 1–1 | 1–1 | 0–1 | —   | 3–1 | 0-0 | 2–2 | 1–3 | 0-0 | 1-0 | 1–1 | 3–0 | 2–2 | 3–0 | 1-0 | 2–3 | 2–0 |
| 에버튼                 | 2–1 | 0–1 | 2-3 | 2–3 | 3–1 | 1-0 | 3-2 | —   | 3–0 | 1-1 | 1–4 | 0–1 | 1-0 | 1-0 | 2–0 | 3–1 | 0–0 | 2–5 | 0–1 | 0–1 |
| 리즈 유나이티드        | 1–4 | 0–3 | 2–2 | 1-1 | 3–1 | 0-3 | 1–0 | 2–2 | —   | 1–1 | 0–3 | 0-4 | 2–4 | 0–1 | 2–1 | 1-1 | 0–4 | 1–0 | 1–2 | 1–1 |
| 레스터 시티            | 0–2 | 0-0 | 2-1 | 1–1 | 2–2 | 0–3 | 2-1 | 1-2 | 1–0 | —   | 1–0 | 0–1 | 4–2 | 4–0 | 3-0 | 4-1 | 2–3 | 4–2 | 2–2 | 1–0 |
| 리버풀                 | 4–0 | 1–0 | 3–0 | 2–2 | 2–0 | 1–1 | 3–0 | 2-0 | 6–0 | 2–0 | —   | 2–2 | 4-0 | 3–1 | 3–1 | 4–0 | 1-1 | 2-0 | 1–0 | 3-1 |
| 맨체스터 시티          | 5–0 | 3-2 | 2–0 | 3-0 | 2–0 | 1–0 | 0–2 | 3–0 | 7–0 | 6–3 | 1-1 | —   | 4–1 | 5-0 | 5–0 | 0–0 | 2–3 | 5-1 | 2–1 | 1–0 |
| 맨체스터 유나이티드    | 3–2 | 0–1 | 3-0 | 2–0 | 3–1 | 1-1 | 1–0 | 1–1 | 5–1 | 1-1 | 0–5 | 0–2 | —   | 4–1 | 3-2 | 1–1 | 3–2 | 0–0 | 1–0 | 0–1 |
| 뉴캐슬 유나이티드      | 2-0 | 1–0 | 3–3 | 2–1 | 1–0 | 0–3 | 1-0 | 3–1 | 1–1 | 1-1 | 0-1 | 0–4 | 1–1 | —   | 1–1 | 2–2 | 2–3 | 1–1 | 2–4 | 1-0 |
| 노리치 시티            | 0–5 | 0–2 | 1–3 | 0–0 | 2-0 | 1–3 | 1–1 | 2–1 | 1–2 | 1–2 | 0–3 | 0–4 | 0–1 | 0-3 | —   | 2–1 | 0-5 | 1–3 | 0-4 | 0–0 |
| 사우샘프턴             | 1-0 | 1–0 | 4–1 | 1–1 | 2–2 | 0-6 | 1-1 | 2–0 | 1–0 | 2–2 | 1-2 | 1–1 | 1–1 | 1–2 | 2–0 | —   | 1–1 | 1–2 | 0–0 | 0–1 |
| 토트넘 홋스퍼          | 3-0 | 2–1 | 2–0 | 0-1 | 1-0 | 0–3 | 3–0 | 5–0 | 2–1 | 3-1 | 2–2 | 1–0 | 0–3 | 5-1 | 3–0 | 2–3 | —   | 1–0 | 3-1 | 0–2 |
| 왓퍼드                 | 2–3 | 3–2 | 1-2 | 0–2 | 1-2 | 1–2 | 1–4 | 0-0 | 0-3 | 1-5 | 0–5 | 1–3 | 4–1 | 1–1 | 0–3 | 0–1 | 0–1 | —   | 1–4 | 0–2 |
| 웨스트햄 유나이티드    | 1-2 | 2–1 | 1–2 | 1–1 | 1-1 | 3–2 | 2–2 | 2-1 | 2–3 | 4–1 | 3–2 | 2-2 | 1–2 | 1–1 | 2–0 | 2–3 | 1–0 | 1–0 | —   | 1–0 |
| 울버햄프턴 원더러스    | 0–1 | 2-1 | 0–2 | 0-3 | 0–0 | 0–0 | 0–2 | 2–1 | 2-3 | 2–1 | 0–1 | 1-5 | 0–1 | 2–1 | 1-1 | 3–1 | 0–1 | 4–0 | 1–0 | —   |

## 득점 기록

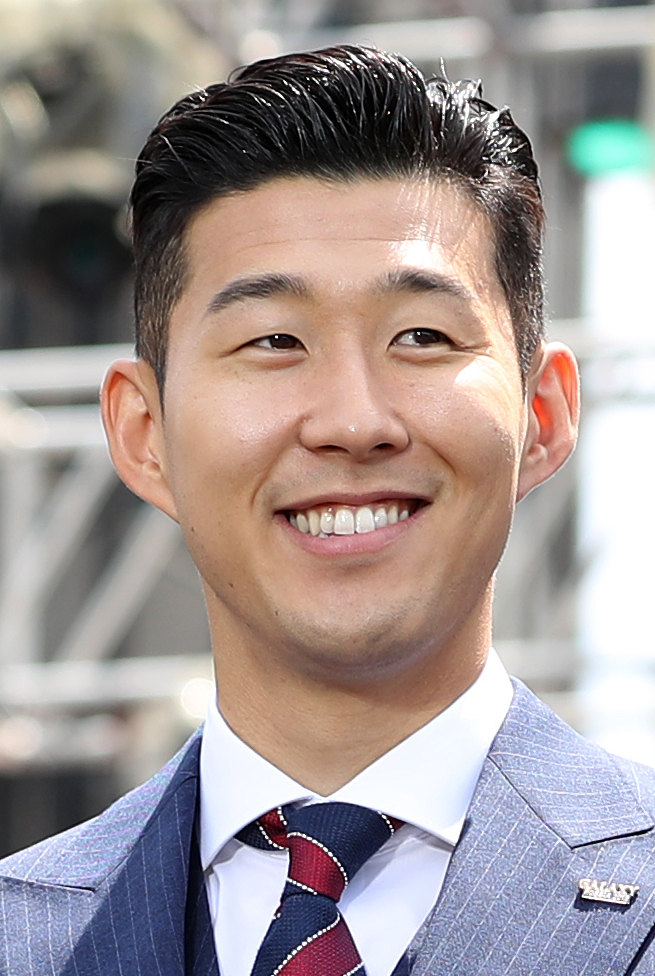
손흥민은 아시아인 최초로 프리미어리그 득점왕을 수상하였다.

| 순위 | 선수                | 소속팀              | 득점 수 |
| ---- | ------------------- | ------------------- | ------- |
| 1    | 손흥민              | 토트넘 홋스퍼       | 23      |
| 1    | 모하메드 살라       | 리버풀              | 23      |
| 3    | 크리스티아누 호날두 | 맨체스터 유나이티드 | 18      |
| 4    | 해리 케인           | 토트넘 홋스퍼       | 17      |
| 5    | 사디오 마네         | 리버풀              | 16      |
| 6    | 케빈 더 브라위너    | 맨체스터 시티       | 15      |
| 6    | 디오구 조타         | 리버풀              | 15      |
| 6    | 제이미 바디         | 레스터 시티         | 15      |
| 9    | 윌프리드 자하       | 크리스털 팰리스     | 14      |
| 10   | 라힘 스털링         | 맨체스터 시티       | 13      |

## 도움 기록
| 순위 | 선수                  | 소속팀              | 도움 수 |
| ---- | --------------------- | ------------------- | ------- |
| 1    | 모하메드 살라         | 리버풀              | 13      |
| 2    | 트렌트 알렉산더아널드 | 리버풀              | 12      |
| 3    | 앤드루 로버트슨       | 리버풀              | 10      |
| 3    | 하비 반스             | 레스터 시티         | 10      |
| 3    | 메이슨 마운트         | 첼시                | 10      |
| 3    | 재러드 보언           | 웨스트햄 유나이티드 | 10      |
| 7    | 폴 포그바             | 맨체스터 유나이티드 | 9       |
| 7    | 리스 제임스           | 첼시                | 9       |
| 7    | 가브리에우 제주스     | 맨체스터 시티       | 9       |
| 7    | 해리 케인             | 토트넘 홋스퍼       | 9       |

## 해트트릭
| 선수                | 소속팀              | 상대팀              | 결과       | 날짜             |
| ------------------- | ------------------- | ------------------- | ---------- | ---------------- |
| 브루누 페르난드스   | 맨체스터 유나이티드 | 리즈 유나이티드     | 5–1 (홈)   | 2021년 8월 14일  |
| 호베르투 피르미누   | 리버풀              | 왓퍼드              | 5–0 (원정) | 2021년 10월 16일 |
| 메이슨 마운트       | 첼시                | 노리치 시티         | 7–0 (홈)   | 2021년 10월 23일 |
| 조슈아 킹           | 왓퍼드              | 에버턴              | 5–2 (원정) | 2021년 10월 23일 |
| 모하메드 살라       | 리버풀              | 맨체스터 유나이티드 | 5–0 (원정) | 2021년 10월 24일 |
| 잭 해리슨           | 리즈 유나이티드     | 웨스트햄 유나이티드 | 3–2 (원정) | 2022년 1월 16일  |
| 라힘 스털링         | 맨체스터 시티       | 노리치 시티         | 4–0 (원정) | 2022년 2월 12일  |
| 아이번 토니         | 브렌트퍼드          | 노리치 시티         | 3–1 (원정) | 2022년 3월 5일   |
| 크리스티아누 호날두 | 맨체스터 유나이티드 | 토트넘 홋스퍼       | 3–2 (홈)   | 2022년 3월 12일  |
| 손흥민              | 토트넘 홋스퍼       | 애스턴 빌라         | 4–0 (원정) | 2022년 4월 9일   |
| 크리스티아누 호날두 | 맨체스터 유나이티드 | 노리치 시티         | 3–2 (홈)   | 2022년 4월 16일  |
| 가브리에우 제주스4  | 맨체스터 시티       | 왓퍼드              | 5–1 (홈)   | 2022년 4월 23일  |
| 케빈 더 브라위너4   | 맨체스터 시티       | 울버햄프턴 원더러스 | 5–1 (원정) | 2022년 5월 11일  |

참고
4: 4골 기록

## 무실점 기록
| 순위 | 선수                  | 소속팀                 | 무실점 경기 수 |
| ---- | --------------------- | ---------------------- | -------------- |
| 1    | 알리송                | 리버풀                 | 20             |
| 1    | 에데르송              | 맨체스터 시티          | 20             |
| 3    | 위고 요리스           | 토트넘 홋스퍼          | 16             |
| 4    | 에두아르 멘디         | 첼시                   | 14             |
| 5    | 에런 램스데일         | 아스널                 | 12             |
| 6    | 비센테 과이타         | 크리스털 팰리스        | 11             |
| 6    | 에밀리아노 마르티네스 | 애스턴 빌라            | 11             |
| 6    | 조제 사               | 울버햄프턴 원더러스    | 11             |
| 6    | 로베르트 산체스       | 브라이턴 & 호브 앨비언 | 11             |
| 10   | 닉 포프               | 번리                   | 9              |

## 같이 보기
- 프리미어리그